# إيلي ماركيز
إيلي ماركيز (بالبرتغالية: Elidiano Marques Lima‏) هو لاعب كرة قدم برازيلي في مركز الوسط، ولد في 14 مارس 1982 في إبيريتي في البرازيل. لعب مع أيل ليماسول وبيرين جوتشي ديلتشيف وسسكا صوفيا وسلافيا صوفيا ونادي أفاي لكرة القدم ونادي بوتافوغو اس بي ونادي تشيرنو مور فارنا ونادي لوكوموتيف بلوفديف.

## وصلات خارجية
- إيلي ماركيز على موقع قاعدة بيانات كرة القدم.إي يو (الإنجليزية)